# ラストオーダー
ラストオーダー（英: last order、米: last call）とは、飲食店などで、営業時間内に行う最後の注文のこと。また、製造業、および販売業などでも、自動車、オートバイ、農業機械、建設機械、電化製品、通信機器などといった工業製品における注文（受注）生産品の製造、および製造・生産完了品の流通在庫販売の対応分を全て完売する前に受け付ける最後の注文を指すことがある。

## 概要（飲食店での例）
飲食店において客が来て料理などを注文した場合、少なくとも、調理する時間+客が飲食する時間はその客は店内に滞在する。営業時間が決まっている店の場合、閉店時間までに客の滞在を完了する必要があるため、閉店時間よりも前に「ラストオーダー時間」を設け、その時刻をもって新規の客の来店および注文の受付を停止している。このことを「オーダーストップ」（和製英語；英: last call、米: call stop）とも呼ぶ。
ラストオーダー時間がある店舗の場合、閉店時間には飲食が終わっている客はすべて退店することが前提となっている。

## 飲食店におけるラストオーダー（オーダーストップ）の主なパターン
個人経営の寿司屋など閉店時間が近づくと店の入口ののれんを取り外し、新規客の受け入れを停止した旨を知らせる。そのとき店内にいる客の注文は時間制限無く受け付けることが多い。
レストランなど閉店時間の30分前をラストオーダーとする場合がほとんどである。新規客の受け入れを停止し、そのとき店内にいる客にはラストオーダー時間である旨を伝えて追加注文の有無を確認し、それ以後の注文は受け付けない。
ファーストフード店など調理の時間が掛からないため、店内で飲食する場合は閉店15分前ぐらいがラストオーダー時間になる場合が多い。テイクアウトの場合は閉店時間まで注文を受けつける。